# Palaeontina oolitica
Palaeontina oolitica is een vlinder die bekend is als fossiel uit de Stonesfield Slate (of "Taynton Limestone Formation") van Oxfordshire in Engeland, een formatie die dateert van het midden Jura. De wetenschappelijke naam van de soort is voor het eerst geldig gepubliceerd in 1873 door Butler.